# Küstenschutzzug 2
Der Küstenschutzzug 2 (polnisch: Drugi pociąg pancerny Obrony Wybrzeża) war ein improvisierter polnischer Panzerzug aus der Zeit des Zweiten Weltkrieges von 1939.

## Geschichte
Im Sommer 1939 beschloss das Kommando der Landküstenverteidigung gepanzerte Züge zur Küstenverteidigung zu bilden. Dazu wurden in den Hafenwerkstätten der Marine in Gdynia zwei gedeckte mit einer Panzerung aus Sandsäcken und Metallblechen versehen. Am 3. September 1939 wurde der Küstenschutzzug fertiggestellt und in Dienst genommen.

### Lokomotive
Die Dampflokomotive wurde nicht gepanzert, der Typ ist unbekannt.

### Sturmwagen
Der Küstenschutzzug 1 über zwei Sturmwagen für die Infanterie. Diese waren mit Berthier-Gewehren und Handgranaten ausgerüstet und sollten den Zug vor Infanterie schützen oder selber kleinere Angriffe durchführen. Die Wagen waren gedeckte Güterwagen aus Holz, welche mit Sandsäcken ausgekleidet und dünnen Metallblechen verstärkt wurden.

## Einsatz

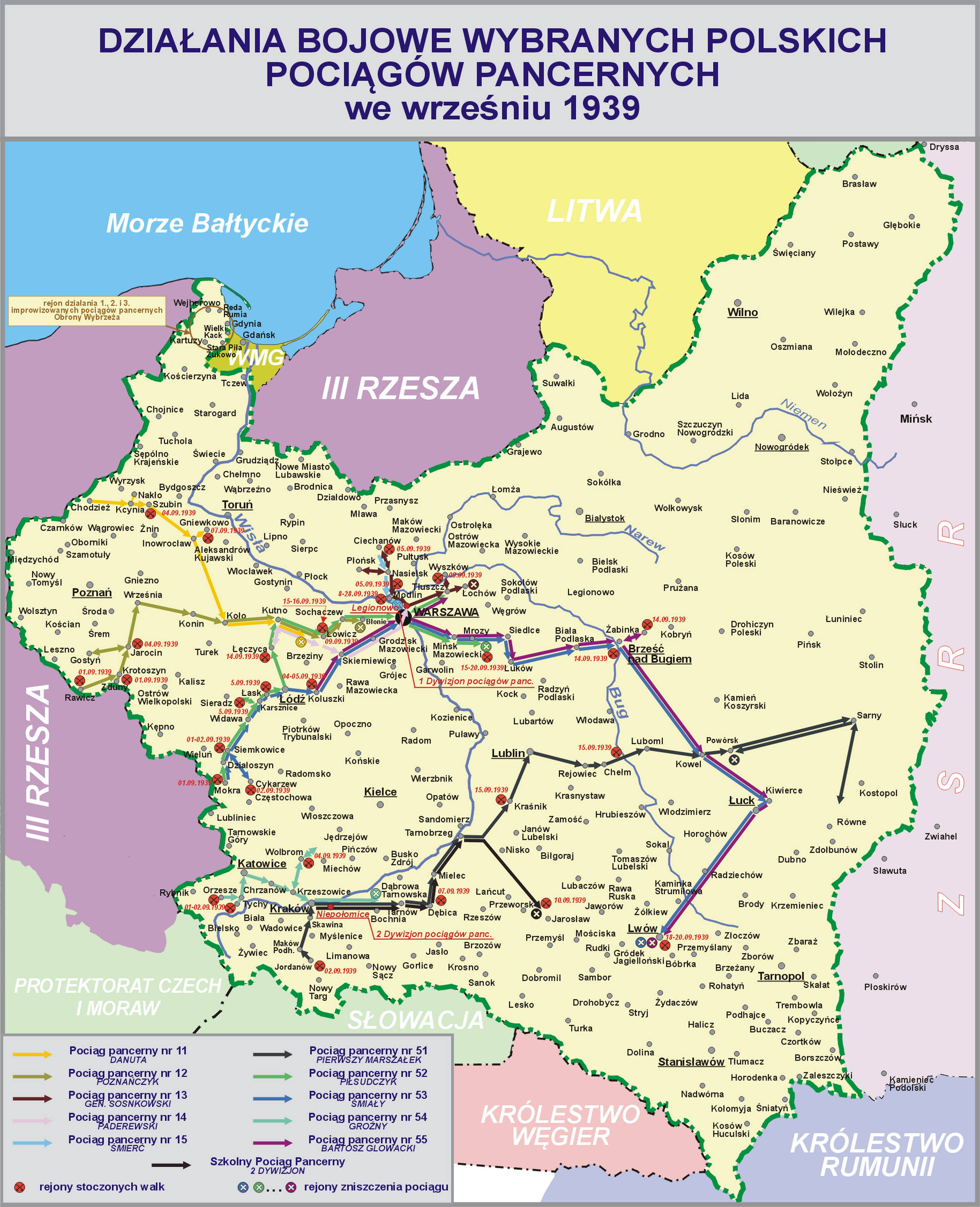
Einsatz von polnischen Panzerzügen. Oben links der Einsatzbereich des Küstenschutzzug 1.

Nach der Fertigstellung am 3. September 1939, wurde der Küstenschutzzug in der Nacht auf den 4. September umgehend in den Einsatz geschickt. Dabei unterstützte er drei polnische Bataillone beim Angriff auf Osowa und Wyoska. Der Küstenschutzzug sollte einen Ablenkungsangriff aus dem Gebiet um Wielki Kack heraus durchführen. Dabei bewegte sich der Küstenschutzzug ohne Infanterieunterstützung vor und musste sich, nach einem schweren Gefecht mit deutscher Infanterie, zurückziehen. Zwar wurde der Angriff als Erfolg gewertet, dennoch wurde der Küstenschutzzug 2 aufgrund seiner geringen Feuerkraft aus dem Dienst genommen und an die zivile Eisenbahnverwaltung übergeben.

## Zugpersonal
Die Besatzung des Küstenschutzzuges bestand aus Soldaten des 2. Marine-Schützenregiments. Die Dampflokomotive wurde von vier zivilen Eisenbahnern bedient.
- Zugkommandant Leutnant A. Matuszak

## Zugzusammensetzung
Die Zusammensetzung des Küstenschutzzuges wird von vorne nach hinten aufgeführt.
- Sturmwagen
- Panzerzuglokomotive
- Sturmwagen